# Bhayavadar
Bhayavadar (o Bhayaradar, Bhaya nadar, Bhayawadar) è una suddivisione dell'India, classificata come municipality, di 18.246 abitanti, situata nel distretto di Rajkot, nello stato federato del Gujarat. In base al numero di abitanti la città rientra nella classe IV (da 10.000 a 19.999 persone).

## Geografia fisica
La città è situata a 21° 51' 0 N e 70° 15' 0 E e ha un'altitudine di 70 m s.l.m..

## Società

### Evoluzione demografica
Al censimento del 2001 la popolazione di Bhayavadar assommava a 18.246 persone, delle quali 9.392 maschi e 8.854 femmine. I bambini di età inferiore o uguale ai sei anni assommavano a 2.037, dei quali 1.126 maschi e 911 femmine. Infine, coloro che erano in grado di saper almeno leggere e scrivere erano 12.177, dei quali 6.806 maschi e 5.371 femmine.